# Eaismo

Prima mostra eaista, Firenze (casa di Dante) 1949

Eaismo (da Era Atomica -ismo), fu un'avanguardia artistica il cui manifesto venne stilato e firmato il 3 settembre 1948 a Livorno da Voltolino Fontani (pittore ed ideatore del movimento), Angelo Sirio Pellegrini (pittore), Marcello Landi (poeta e pittore), Guido Favati (poeta) e Aldo Neri (pittore). Quest'ultimo, in un articolo del 20 dicembre 1948 pubblicato sul quotidiano Il Tirreno di Livorno, si autodefinì primo firmatario più che concreto estensore concettuale del manifesto dell'Eaismo.
Il manifesto venne pubblicato sul periodico Arte contemporanea di Maria Grandinetti nel 1949.
Secondo l'Eaismo l'umanità stava entrando in un periodo nel quale improvvisamente risultava evidente l'inadeguatezza della dimensione morale dell'umanità nel suo complesso, rispetto alle magnifiche possibilità tecnico-scientifiche che di colpo in senso tragicamente negativo, con i devastanti bombardamenti nucleari sul Giappone, tutti si rendevano conto di possedere e di dovere con grandissima saggezza contribuire a gestire in maniera non drammatica ed apocalittica.
Si legge infatti nel Manifesto dell'Eaismo:
In senso estetico visivo stretto, la pittura e la poesia eaiste avevano il compito di rappresentare la frammentazione della materia con esplicito riferimento alla sua traumatica scomposizione fisico molecolare, ma dovevano anche suggerire la simultanea, costante, indispensabile presenza dell'umanità e dell'uomo nel suo contemporaneo, problematico divenire.
Quindi l'Eaismo si proponeva di inserire in ogni singolo dipinto ed in ogni singola poesia la scomposizione della materia ed altresì la contemporanea presenza dell'uomo (anche soltanto nella sua intuibilità visiva). Soprattutto premeva agli eaisti evidenziare la necessità di un'arte "progressiva" e quindi "aderente all'epoca", che non si identificasse tuttavia in un realismo troppo crudo ma che suggerisse la profonda inquietudine determinata dal progresso.
L'Eaismo ebbe una sua coerente dimensione tra il 1948 ed il 1959 e precedette temporalmente parte delle sintesi visive e delle istanze propugnate successivamente nell'arte nucleare italiana ed europea degli anni cinquanta.
I protagonisti dell'Eaismo furono: Voltolino Fontani, pittore, ideatore del movimento; Angelo Sirio Pellegrini, pittore figurativo/colorista; Marcello Landi, poeta livornese del dopoguerra nonché pittore; Guido Favati, poeta e filologo, docente all'Università di Pisa, ed infine Aldo Neri, pittore ed insegnante d'arte.
Inoltre parteciparono negli anni cinquanta alle esposizioni eaiste: Giulio Guiggi, scultore, i pittori Danilo Gedè, Corrado Carmassi, Giuseppe Roffi e il poeta Germano Fontani.
La scarsa coesione degli Eaisti, che non andarono al di là dell'elaborazione di un singolo manifesto, e la mancata diffusione in ambito nazionale e internazionale di mostre e conferenze decretarono la fine del movimento, che rimase confinato alla Toscana, nonostante una discreta divulgazione sulla stampa nazionale della notizia della pubblicazione del manifesto stesso e alcuni approfondimenti ad opera anche di personalità di spicco del mondo della cultura.
Il movimento si esaurì in un decennio, ma si sviluppò in modo originale ed autonomo. Una sua rivalutazione è in corso da alcuni anni.
Nel dicembre del 1996 a Livorno si svolse un incontro pubblico sull'Eaismo con Giuseppe Argentieri come moderatore, Luciano Bonetti, Riccardo Rossi Menicagli e, tra molti altri artisti, la presenza di uno degli ideatori dell'Eaismo Angelo Sirio Pellegrini; nel 2004, presso la Galleria Giraldi a Livorno, si tenne una mostra, focalizzata sulla produzione eaista e nucleare dell'assertore più tenace dell'Eaismo, Voltolino Fontani, curata da Francesca Cagianelli e promossa dal "Comitato per la divulgazione della figura pittorica di Voltolino Fontani"  (trasformatosi nel 2011 in "Archivio Voltolino Fontani"). Nell'ottobre del 2014 si è concretizzato un nuovo contributo scientifico sull'Eaismo a firma di Martina Corgnati.   
Il 4 dicembre 2018, in occasione del settantesimo anniversario della fondazione del movimento Eaista, hanno avuto luogo, presso il Museo Civico Giovanni Fattori, il convegno organizzato dal Comune di Livorno dal titolo EAISMO - Livorno 1948 - Nasce l'arte dell'Era Atomica con relatori in ordine d'intervento Gianni Schiavon, Riccardo Rossi Menicagli, Michele Pierleoni e Giacomo Romano e la concomitante mostra esemplificativa che ha visto riuniti tutti i pittori firmatari del manifesto. Gli atti del convegno sono stati presentati pubblicamente, nello stesso Museo Fattori, il 15 maggio del 2019 dall'Archivio Voltolino Fontani, che ne ha curato la pubblicazione in collaborazione con il Comune di Livorno. 